# Сухарев, Трофим Андреевич
Трофим Андреевич Сухарев (1881 или 1886, Тамбовская губерния — 9 декабря 1941, Свердловская область) — эсер, делегат Всероссийского учредительного собрания.

## Биография
Родился в 1881 (по другим данным в 1886) году в селе Архангельское Козловского уезда Тамбовской губернии в семье крестьянина Андрея Сухарева. Про ранние годы и его образование сведения на сегодня отсутствуют, но в начале XX века ему удалось поступить в Петербургский университет, где он проучился несколько лет.
В 1906 году оказался под надзором властей как член Партии социалистов-революционеров (ПСР). За ведение политической пропаганды и агитации среди крестьян по решению суда в 1907 году выслан на 2 года из Тамбовской губернии.
В 1917 году примкнул к левым эсерам (ПЛСР) и стал уездный комиссаром. В том же году избран делегатом Учредительного собрания по Рязанскому округу (список № 3 — эсеры и Совет крестьянских депутатов). 5 января 1918 года стал участником первого официального заседания Собрания, которое закончилось его разгоном большевиками.
В 1918 году жил в Воронеже, где работал учителем. В 1938 году был осужден на 10 лет заключения, в 1941 году повторно осужден ещё на 10 лет. Умер в тюрьме в конце первого года Великой Отечественной войны. Сведений о его реабилитации нет.